# American Bureau of Shipping
American Bureau of Shipping (ABS) és una societat de classificació de vaixells amb seu a Houston, Texas. ABS va ser fundada el 1862 i actualment és una de les tres empreses capdavanteres en el seu sector a nivell mundial, al costat de la britànica Lloyd's Register i la noruega Det Norske Veritas.
ABS publica normes tècniques per diferents tipus de vaixells, aerogeneradors de mar i altres construccions marítimes com a plataformes petroleres, en controla l'aplicació i realitza les inspeccions periòdiques. Té tres divisions localitzades a Houston (ABS Americas), Londres (ABS Europe) i Singapur (ABS Pacific), comptant amb més de dos cents oficines en 70 països. ABS és membre de l'Associació Internacional de Societats de Classificació (IACS).

## ABS i el cas Prestige
Va donar la certificació de bon estat al vell petrolier Prestige el naufragi del qual va causar una catàstrofe mediambiental a l'estat espanyol, Portugal i l'estat francès el 2002. Per això, l'empresa ABS va ser demandada pel govern espanyol per la via civil als EUA, i pel penal a l'estat espanyol per la plataforma ciutadana Nunca Máis. El judici pel civil va fracassar, per què segons el dret america, les societats de classificació no tenen cap responsabilitat, com que aquesta rau de manera «indelegable» en les mans dels propietaris del vaixell. La imputació pel penal va ser revocada el 2008 per l'Audiència de La Corunya a instàncies de la Fiscalia.